# Podocarpaceae
Las podocarpáceas (nombre científico Podocarpaceae) son una familia de coníferas del orden cupressales. Estas coníferas se distribuyen predominantemente por el Hemisferio Sur, con una gran importancia ecológica y forestal en Australasia, y en menor medida en Asia sudoriental, Sudamérica y África. Agrupa unos 19 géneros, entre los cuales Phyllocladus es considerado por algunos botánicos como constituyente de una familia propia (Phyllocladaceae) con alrededor de 170 a 200 especies.

## Descripción
Arbustos a árboles de hasta 60 m de altura, ligeramente resinosos. Hojas simples, enteras, variando grandemente en forma (de ampliamente lineal y hasta 30 cm de largo y 5 de ancho a como escamas), persistentes, de disposición alternada. Dioicos (raramente monoicos). Estróbilos microsporangiados cilíndricos, con numerosos microsporofilos dispuestos en espiral cada uno con 2 microsporangios, polen con 2 (raramente 0 o 3) "sacca". Conos con 1 a muchas escamas ovulíferas, cada una con 1 óvulo y más o menos reducida o fusionada al óvulo, modificada en una estructura jugosa (el "epimatium") y por lo tanto parecida a una drupa, raramente pareciendo un cono. 2 cotiledones.

## Ecología
Tropicales y subtropicales (menos comúnmente de climas templados frescos), especialmente presentes en el Hemisferio Sur en el Viejo Mundo. La familia se extiende hacia el norte hasta Japón, América Central y el Caribe. Crecen primariamente en bosques mésicos.

## Filogenia
Las secuencias de 28S rRNA fuertemente sugieren una relación de hermanos entre Podocarpaceae y Araucariaceae, compartiendo las siguientes sinapomorfías: un óvulo por escama ovulífera, la escama ovulífera cercanamente asociada a la semilla, y posiblemente la bráctea fusionada a la escama. Todos los géneros de Podocarpaceae salvo dos llevan un "epimatium", que es generalmente interpretado como una escama del cono modificada que parcialmente se dobla sobre el óvulo y es jugosa a la madurez. 
Las podocarpáceas también tienen un inusual (posiblemente sinapomórfico)estadio celular binucleado temprano en la embriogénesis, y también es inusual entre las coníferas su diversidad en la estructura del cono y el número de cromosomas. La familia puede haberse aislado hace mucho tiempo de otras coníferas en el Hemisferio Sur.
Los datos de secuencias de ADN rbcL sostienen la inclusión del género Phyllocladus en Podocarpaceae, como hermano del resto de la familia. Podocarpaceae también tiene entre sus miembros un arbusto bizarro de los bosques remotos de Nueva Caledonia, Parasitaxus usta, que no tiene raíces y parasita a otro miembro de Podocarpaceae, Falcatifolium taxoides.
Hay bastante incertidumbre acerca de la circunscripción y relaciones entre géneros de podocarpáceas. La morfología y las secuencias de ADN 18S rDNA muestran que ni Dacrydium ni Podocarpus son monofiléticos, y algunos autores los segregan en unos cuantos géneros.

## Taxonomía
19 géneros, 170 o más especies. Los géneros más representados son Podocarpus y Dacrydium (número de especies reconocido en cada uno varía con cada autor, ya que ninguno de estos géneros es monofilético).
La clasificación, según Christenhusz et al. 2011, que también provee una secuencia lineal de las gimnospermas hasta género:
Familia 9. Podocarpaceae Endl., Syn. Conif.: 203 (1847), nom. cons. Tipo: Podocarpus L’Hér. ex Pers. Sinónimos: Phyllocladaceae Bessey, Nebraska Univ. Stud. 7: 325 (1907). Tipo: Phyllocladus Rich. ex Mirb. Phyllocladaceae E.L.Core ex H.Keng, Taiwania 18(2): 142 (1973), nom. illeg. Tipo: Phyllocladus Rich. ex Mirb. Pherosphaeraceae Nakai, Tyosen-Sanrin 158: 15 (1938). Tipo: Pherosphaera W.Archer bis. Nageiaceae D.Z.Fu, Acta Phytotax. Sin.: 522 (1992). Tipo: Nageia Gaertn. Acmopylaceae Melikian & A.V.Bobrov, Proc. Intern. Conf. Plant Anat. Morph. (St. Petersburg) 1997: 93 (1997). Tipo: Acmopyle Pilg. Saxegothaeaceae Gaussen ex Doweld & Reveal, Phytologia 84: 365. (1999). Tipo: Saxegothaea Lindl., nom. cons. Microcachrydaceae Doweld & Reveal, Phytologia 84: 365 (1999). Tipo: Microcachrys Hook.f. Bracteocarpaceae Melikian & A.V.Bobrov, Bot. Zhurn. (Moscow & Leningrad) 85(7): 60 (2000). Tipo: Bracteocarpus' Melikian & A.V.Bobrov. Dacrycarpaceae Melikian & A.V.Bobrov, Bot. Zhurn. (Moscow & Leningrad) 85(7): 59 (2000). Tipo: Dacrycarpus de Laub. Falcatifoliaceae Melikian & A.V.Bobrov, Bot. Zhurn. (Moscow & Leningrad) 85(7): 61 (2000). Tipo: Falcatifolium de Laub. Halocarpaceae Melikian & A.V.Bobrov, Bot. Zhurn.(Moscow & Leningrad) 85(7): 60 (2000). Tipo: Halocarpus Quinn. Lepidothamnaceae Melikian & A.V.Bobrov, Bot. Zhurn. (Moscow & Leningrad) 85(7): 63 (2000). Tipo: Lepidothamnus Phil. Microstrobaceae Doweld & Reveal, Novon 11: 396 (2001). Tipo: Microstrobos J.Garden & L.A.S.Johnson. Parasitaxaceae Melikian & A.V.Bobrov, Bot. Zhurn. (Moscow & Leningrad) 85(7): 61 (2000). Tipo: Parasitaxus de Laub. Prumnopityaceae Melikian & A.V.Bobrov, Bot. Zhurn. (Moscow & Leningrad) 85(7): 58 (2000). Tipo: Prumnopitys Phil.
19 géneros, cerca de 180 especies, montañas de África tropical, Japón a Australia y Nueva Zelanda, Sudoeste del Pacífico, Sudamérica, América Central, Islas del Caribe. Los análisis filogenéticos que se siguen aquí son los de Kelch (1997, 1998), Conran et al. (2000) y Sinclair et al. (2002).
- 9.1. Phyllocladus Rich. ex Mirb., Mém. Mus. Hist. Nat. 13: 48 (1825), nom. cons. Tipo: P. billardieri Mirb, nom. illeg. (≡ Podocarpus aspleniifolius Labill.) [nombre correcto: Phyllocladus aspleniifolius (Labill.) Hook.f.] Sinónimos: Podocarpus Labill., Novae Holl. Pl. Spec. 2: 71, t. 221 (1806), nom. rej. (≡ Phyllocladus por tipificación). Thalamia Spreng., Anleit., ed. 2, 2: 218 (1817), nom. illeg. Tipo: T. aspleniifolia (Labill.) Spreng. (≡ Podocarpus aspleniifolius Labill.). Brownetera Rich. ex Tratt., Gen. Nov. Pl.: adt. [14] (1825), nom. illeg. Tipo: B. aspleniifolia (Labill.) Tratt. (≡ Podocarpus aspleniifolius Labill.)

- 9.2. Lepidothamnus Phil., Linnaea 30: 730 (1861). Tipo: L. fonkii Phil.

- 9.3. Prumnopitys Phil., Linnaea 30: 731 (1861). Tipo: P. elegans Phil. [nombre correcto: P. andina (Poepp. ex Endl.) de Laub.] Sinónimos: Stachycarpus (Endl.) Tiegh., Bull. Soc. Bot. France 38: 163 (1891). Tipo: S. andinus (Poepp. ex Endl.) Tiegh., como ‘andina’ (≡ Prumnopitys andina (Poepp. ex Endl.) de Laub., ≡ Podocarpus andinus Poepp. ex Endl., como ‘andina’). Stachypitys A.V.Bobrov & Melikian, Bot. Zhurn. (Moscow & Leningrad) 85(7): 58 (2000) nom. illeg., non Schenk (1867, fossil). Tipo: S. ferrugineus (G.Benn. ex D.Don) A.V.Bobrov & Melikian (≡ Prumnopitys ferruginea (G.Benn. ex D.Don) de Laub., ≡ Podocarpus ferrugineus G.Benn. ex D.Don). Van-Tieghemia A.V.Bobrov & Melikian, Bot. Zhurn. (Moscow & Leningrad) 85(7): 58 (2000) nom. illeg., non Vantieghemia Kuntze (1891, fungus). Tipo: V. montana (Humb. & Bonpl. ex Willd.) A.V.Bobrov & Melikian (≡ Prumnopitys montana (Humb. & Bonpl. ex Willd.) de Laub., ≡ Podocarpus montanus Humb. & Bonpl. ex Willd.). Botryopitys Doweld, Turczaninowia 3(4): 37 (2001). Tipo: B. montana (Humb. & Bonpl. ex Willd.) Doweld (≡ Prumnopitys montana (Humb. & Bonpl. ex Willd.) de Laub., ≡ Podocarpus montanus Humb. & Bonpl. ex Willd.).

Nota: Botryopitys es un nuevo nombre acuñado por Doweld para el nombre ilegítimo Van-Tieghemia A.V.Bobrov & Melikian.
- 9.4. Sundacarpus (J.Buchholz & N.E.Gray) C.N.Page, Notes Roy. Bot. Gard. Edinburgh 45: 378 (1989). Tipo: S. amarus (Blume) C.N.Page (≡ Podocarpus amarus Blume, como ‘amara’)

- 9.5. Halocarpus Quinn, Austral. J. Bot. 30: 317 (1982). Tipo: H. bidwillii (Hook.f. ex Kirk) Quinn (≡ Dacrydium bidwillii Hook.f. ex Kirk)

- 9.6. Parasitaxus de Laub., Fl. Nouv. Calédonie 4: 44 (1972). Tipo: P. usta (Vieill.) de Laub., como ‘ustus’ (≡ Dacrydium ustum Vieill.)

- 9.7. Lagarostrobos Quinn, Austral. J. Bot. 30: 316 (1982). Tipo: L. franklinii (Hook.f.) Quinn (≡ Dacrydium franklinii Hook.f.)

- 9.8. Manoao Molloy, New Zealand J. Bot. 33: 196 (1995). Tipo: M. colensoi (Hook.) Molloy (≡ Dacrydium colensoi Hook.)

- 9.9. Saxegothaea Lindl., J. Hort. Soc. London 6: 258 (1851), como ‘Saxe-Gothaea’, nom. & orth. cons. Tipo: S. conspicua Lindl. Sinónimo: Squamataxus J.Nelson, Pinaceae 168 (1866), nom. illeg. Tipo: S. albertiana J.Nelson, nom. illeg. (≡ Saxegothaea conspicua Lindl.)

- 9.10. Microcachrys Hook.f., London J. Bot. 4: 149 (1845). Tipo: M. tetragona (Hook.) Hook.f. (≡ Athrotaxis tetragona Hook.)

- 9.11. Pherosphaera W.Archer bis, Hooker's J. Bot. Kew Gard. Misc. 2: 52 (1850). Tipo: P. hookeriana W.Archer bis. Sinónimo: Microstrobos J.Garden & L.A.S.Johnson, Contr. New South Wales Natl. Herb. 1: 315 (1951). Tipo: M. fitzgeraldii (F.Muell.) L.A.S.Johnson ( ≡ Pherosphaera fitzgeraldii F.Muell.)

- 9.12. Acmopyle Pilg. in H.G.A. Engler, Nat. Pflanzenr. IV. 5 (Heft 18): 117 (1903). Tipo: A. pancheri (Brongn. & Gris) Pilger (≡ Dacrydium pancheri Brongn. & Gris)

- 9.13. Dacrycarpus de Laub., J. Arnold Arbor. 50: 315 (1969). Tipo: D. dacrydioides (A.Rich.) de Laub. (≡ Podocarpus dacrydioides A.Rich.) Sinónimos: Bracteocarpus A.V.Bobrov & Melikian, Byull. Moskovsk. Obshch. Isp. Prir., Otd. Biol., ser. 2, 103(1): 58 (1998). Tipo: B. imbricatus (Blume) A.V.Bobrov & Melikian (≡ Dacrycarpus imbricatus (Blume) de Laub., ≡ Podocarpus imbricatus Blume). Laubenfelsia A.V.Bobrov & Melikian, Bot. Zhurn. (Moscow & Leningrad) 85(7): 60 (2000). Tipo: L. vieillardii (Parl.) A.V.Bobrov & Melikian, non rite publ. (≡ Dacrycarpus vieillardii (Parl.) de Laub.).

Nota: Si bien el nombre de la única especie de Laubenfelsia fue una publicación inválida, el nombre de género Laubenfelsia ha sido considerado válido (R.K. Brummitt, pers. comm. a Mill, 19 de febrero de 2001).
- 9.14. Dacrydium Lamb., Descr. Pinus 1: 93 (1807). Tipo: D. cupressinum Sol. ex Lamb. Sinónimos: Corneria A.V.Bobrov & Melikian, Bot. Zhurn. (Moscow & Leningrad) 85(7): 62 (2000), nom. illeg., non Cornera Furtado (1955, Arecaceae). Tipo: C. elata (Roxb.) A.V.Bobrov & Melikian (≡ Dacrydium elatum (Roxb.) Wall. ex Hook. ≡ Juniperus elata Roxb.) Gaussenia A.V.Bobrov & Melikian, Bot. Zhurn. (Moscow & Leningrad) 85(7): 62 (2000). Tipo: G. lycopodioides (Brongn. & Gris) A.V.Bobrov & Melikian (≡ Dacrydium lycopodioides Brongn. & Gris). Metadacrydium M.G.Baum.-Bod. ex Melikian & A.V.Bobrov, Bot. Zhurn. (Moscow & Leningrad) 85(7): 63 (2000). Tipo: M. araucarioides (Brongn. & Gris) M.G.Baum.-Bod. ex Melikian & A.V.Bobrov (≡ Dacrydium araucarioides Brongn. & Gris)

- 9.15. Falcatifolium de Laub., J. Arnold Arbor. 50: 308 (1969). Tipo: F. falciforme (Parl.) de Laub. (≡ Podocarpus falciformis Parl.)

- 9.16. Retrophyllum C.N.Page, Notes Roy. Bot. Gard. Edinburgh 45: 379 (1989). Tipo: R. vitiense (Seem.) C.N.Page (≡ Podocarpus vitiensis Seem.). Sinónimos: Decussocarpus de Laub., J. Arnold Arbor. 50: 340 (1969), nom. illeg. Tipo: D. vitiensis (Seem.) de Laub. (≡ Retrophyllum vitiense (Seem.) C.N.Page ≡ Podocarpus vitiensis Seem.)

Nota: El nombre Decussocarpus es ilegítimo porque incluía al nombre anterior Nageia Gaertn. El tipo no es un Nageia y después fue descripto como Retrophyllum.
- - 9.17. Nageia Gaertn., Fruct. Sem. Pl. 1: 191 (1788). Tipo: N. japonica Gaertn., nom. illeg. (≡ N. nagi (Thunb.) Kuntze, ≡ Myrica nagi Thunb.)

- 9.18. Afrocarpus (J.Buchholz & N.E.Gray) C.N.Page, Notes Roy. Bot. Gard. Edinburgh 45: 383 (1989). Tipo: A. falcatus (Thunb.) C.N.Page, como ‘falcata’ (≡ Taxus falcata Thunb.)

- 9.19. Podocarpus L’Hér. ex Pers., Syn. Pl. 2: 580 (1807), nom. cons. Tipo: P. elongates (Aiton) L’Her. ex Pers. (≡ Taxus elongata Aiton, typ. cons.) Sinónimo: Margbensonia A.V.Bobrov & Melikian, Byull. Moskovsk. Obshch. Isp. Prir., Otd. Biol., ser. 2, 103(1): 59 (1998). Tipo: M. macrophylla (Thunb.) A.V.Bobrov & Melikian (≡ Podocarpus macrophyllum (Thunb.) Sweet, ≡ Taxus macrophylla Thunb.)

## Importancia económica
Dacrydium, Podocarpus y otros miembros de la familia poseen madera valuable. Podocarpus macrophyllus es muy plantada como ornamental en climas templados.